# Spanish Bombs
«Spanish Bombs» (en castellano: ‘bombas españolas’) es una canción de protesta de la banda punk británica The Clash lanzada en su álbum más reconocido por la crítica musical, London Calling. La letra de la canción rinde homenaje a los que combatieron con el Frente Popular en la guerra civil española y es un tema en donde el grupo trata cuestiones sociales no relacionadas con la realidad local del Reino Unido.
Fue escrita por Joe Strummer después de que éste hablara con su pareja Gaby Salter sobre ETA, quienes habían hecho estallar bombas recientemente en la Costa del Sol.

## Letra
La letra de la canción comienza mencionando a Andalucía, que fue una de las primeras zonas de España donde la resistencia al dictador Francisco Franco fue más fuerte, y hace referencia directa al asesinato del poeta Federico García Lorca (nombrado como «Federico Lorca») por parte de la Guardia Civil («Federico Lorca ha muerto y se ha ido (...) Los autos negros de la Guardia Civil»).
La canción termina mencionando a la localidad de Granada, donde habitaba García Lorca y que se convirtió en la escena de algunas de las luchas más violentas. Granada también fue un lugar al que Joe Strummer visitó con frecuencia y al que se sentía muy vinculado.